# The Hollow of the Three Hills
The Hollow of the Three Hills ist eine 1830 erschienene Erzählung des amerikanischen Schriftstellers Nathaniel Hawthorne und gilt als seine erste veröffentlichte Kurzgeschichte. Es liegen zwei Übersetzungen ins Deutsche vor: Die Höhle der drei Hügel (von Franz Blei, 1922) und Die Mulde unter den drei Hügeln (von Hannelore Neves, 1977).
Sie handelt von einer jungen Frau, die bei einer Wahrsagerin Auskunft über das Schicksal ihrer Familie erbittet. Bei ihrer abendlichen Zusammenkunft in einer Senke im Wald beschwört die Wahrsagerin (ob sie eine Hexe ist, bleibt offen) drei Erscheinungen herauf, die die Sünden der jungen Frau und deren Folgen offenbaren: Sie hat ihre Familie im Stich gelassen, ihre Eltern sind verbittert, ihr Mann im Irrenhaus, ihr Kind tot. Diese frühe Geschichte zeigt bereits viele der für Hawthorne typischen stilistischen Eigenarten und Sujets – komplexe Symbolik, verrätselte Uneindeutigkeit, finstere Atmosphäre, Fragen nach dem Wesen von Sünde, Schuld, Strafe und Verzweiflung – die ihn neben Poe und Melville zu einem herausragenden Vertreter der „dunklen“ amerikanischen Romantik machen.

## Inhalt
Eine Stunde vor Sonnenuntergang treffen sich eine anmutige, aber verzweifelte junge Frau und eine alte Vettel an einem zuvor vereinbarten Ort: einer von drei bewaldeten Hügeln umgebenen finsteren, kahlen Senke, in deren Mitte sich ein fauliger Teich befindet, in dem einige Baumstämme langsam vermodern. An dieser Stelle, so berichtet der Erzähler, soll sich früher oft der Fürst der Finsternis mit seinen verlorenen Seelen getroffen haben, um seine „gottlosen Taufzeremonien“ zu vollziehen. Von der Vettel erhofft sich die junge Frau Auskunft über das Wohlergehen ihrer Lieben, die sie in einem anderen Land zurückgelassen hat und verspricht dafür alles zu tun, was von ihr verlangt wird („und wenn’s mein Tod ist“).
Die Alte lässt die junge Frau niederknien, breitet einen Mantel über ihr Gesicht und murmelt „Gebete“, die „nicht für den Himmel bestimmt“ sind. Bald sind noch andere Stimmen zu hören, erst deutlich, dann wieder scheinen sie mit dem Geräusch des Herbstwindes zu verschmelzen. Es sind die Stimmen eines alten Mannes und einer alten Frau, die betrübt über eine Tochter sprechen, „die sich herumtrieb, sie wußten nicht wo, die Unehre mit sich trug und Leid und Schande zurückgelassen hatte.“ Nachdem die Stimmen verklungen sind, bemerkt die Vettel grinsend, dass das alte Paar eine „öde und einsame Zeit“ zu haben scheint. Die junge Frau zeigt sich erschreckt, dass auch die Vettel die Stimmen vernommen hat, verlangt aber weitere Auskunft. Wiederum murmelt die Alte monotone Worte, bis Schreien, Stöhnen, Seufzen, rasselnde Ketten und das Knallen einer Peitsche zu hören sind. Dann ertönt eine vertraute männliche Stimme, sie berichtet von „einer Frau, die ihren heiligsten Schwur gebrochen hat, von einem verlassenen Heim und einem gebrochenen Herzen.“ Als diese Erscheinung vorübergegangen ist, grinst die Vettel wiederum und fragt „wer hätte gedacht, dass es in einem Irrenhaus so lustig zugeht?“ Die junge Frau bittet darum, nur eine weitere, ihr liebe Stimme noch einmal zu hören. Diesmal ertönt jedoch nur das Läuten einer Glocke, dann der Klang gemessener Schritte, „als gingen Trauernde hinter einem Sarg,“ und bald dann verschiedene Stimmen, die Flüche ausstoßen gegen „die Mutter, die gegen die natürlichen Bande der Liebe gesündigt, ihr Kind verlassen und dem Tod ausgeliefert hatte.“
Als die Geräusche verklungen sind, stößt die Vettel die kniende junge Frau an, doch regt diese sich nicht. Kichernd sagt sie sich „Das war eine recht vergnügliche Stunde!“

## Werkzusammenhang
The Hollow of the Three Hills wird oft als erste Kurzgeschichte Hawthornes bezeichnet. Sie erschien erstmals am 12. November 1830 anonym in der Salem Gazette. Zehn Tage zuvor, am 2. November des Jahres, erschien indes in ebendieser Zeitung bereits der ebenfalls anonym veröffentlichte Text The Battle-Omen, dessen Autorschaft von vielen Literaturwissenschaftlern ebenfalls Hawthorne zugeschrieben wird. Jedenfalls erschien sie in einer Lebens- und Schaffensphase, die von Hawthornes Biographen oftmals als „einsame Jahre“ bezeichnet wird: Nach seinem Collegeabschluss lebte er mit seiner Familie in relativer Armut, scheint soziale Kontakte gemieden zu haben und wurde in seinen schriftstellerischen Ambitionen enttäuscht. Nach dem Misserfolg seines ersten Romans Fanshawe (1828) wandte er sich der Kurzgeschichte zu und blieb dieser Gattung bis 1850 treu, als er mit The Scarlet Letter schließlich auch die Romanform meisterte.
Gegen 1830 plante Hawthorne zwei Sammlungen mit Kurzprosatexten, konnte jedoch keinen Verleger finden, und vernichtete schließlich seine Manuskripte. Es ist anzunehmen, wenn auch nicht gesichert, dass The Hollow of the Three Hills zumindest für die erste Sammlung (Seven Tales of My Native Land) vorgesehen war, vielleicht auch für die zweite (Provincial Tales). Der ursprüngliche Werkzusammenhang ist somit verloren, was durchaus auch zu Fehlschlüssen in der Rezeption der Geschichte geführt haben mag; so vermutet G. R. Thompson, dass die Geschichten der Provincial Tales in einer dialogischen Struktur zueinander standen.
1837 nahm Hawthorne die Erzählung in seine erste veröffentlichte Kurzgeschichtensammlung auf, die Twice-Told Tales. The Hollow of the Three Hills erschien hier als fünfzehnte der insgesamt 19 tales des ersten der zwei Bände. Edgar Allan Poe hob die Geschichte in seiner Rezension für Graham's Magazine (1842) als besonders gelungen hervor. Er lobte die Ökonomie und Effektivität der Erzählung (Every word tells, and there is not a word which does not tell); offenbar entsprachen sie mustergültig seiner Theorie der Kurzgeschichte, wie er sie wenige Jahre später ganz ähnlich in seinem Aufsatz The Philosophy of Composition formulierte. Der Literaturwissenschaftler Dan McCall glaubt in Emily Dickinsons Gedicht I Felt a Funeral, in My Brain direkte Anleihungen bei oder Anspielungen auf The Hollow of the Three Hills ausgemacht zu haben.

## Deutungen

### Erzählhaltung
The Hollow of the Three Hills ist eine Erzählung, in der wenig geschieht; sie ist statisch, fast mehr eine Skizze als eine Geschichte – für Marius Bewley etwa stellt sie ein einziges „poetisch evoziertes Symbol“ dar. Hans-Joachim Lang stellt sie neben den drei Frühwerken The Battle-Omen, The Wives of the Dead und An Old Woman’s Tale in eine Reihe Hawthornscher „Experimente mit radikaler Kürze,“ die sich alle durch einen recht abrupten Schluss auszeichnen, teils sogar unvollständig erscheinen. Ihre Radikalität liege auch im „Rücktritt des Autors vor Erklärungen.“ Wenn die für Hawthorne charakteristische Grübelei über Verantwortung und Schuld, Sünde und Sühne, Vergebung und Verdammnis unzweifelhaft präsent ist und die Geschichte so Qualitäten jenseits des bloß unterhaltsamen Schreckens der gewöhnlichen Schauerliteratur besitzt, so erschwert die eigentümlich objektive, fast teilnahmslose Schilderung des Geschehens durch den Erzähler einfache Aussagen über ihre Bewandtnis. Dass ihre „Moral“ nicht ausgesprochen wird, macht für Lang wie auch für Terence Martin die Einzigartigkeit der Geschichte aus: die fragmentarischen „Visionen“ von familiärem Chaos, sozialer Ausgrenzung und persönlicher Isolation inmitten einer „moralischen Wildnis“ seien gerade deswegen so eindrücklich, weil sie unkommentiert bleiben.
Die erzählerische Disziplin ermöglicht erst die Uneindeutigkeit, für die Hawthorne berühmt ist. Vieles bleibt im Verlauf der Geschichte rätselhaft. So bleibt offen, ob die junge Frau am Ende der Geschichte nur erstarrt oder tot ist. Auch ist keineswegs ausgemacht, dass in der Mulde tatsächlich okkulte Mächte am Werk sind, schon da der Einleitungssatz betont, dass zur Zeit der Handlung die „Einbildungskraft des Wahns im wirklichen Leben Gestalt“ annehmen konnte. Eine „realistische,“ psychologische Lesart ist so nicht ausgeschlossen, der zufolge die vermeintliche Hexe nur die inneren Ängste und Befürchtungen der Bittstellerin errät und projiziert. Von den Insassen des Irrenhauses in der zweiten Erscheinung sagt der Erzähler, dass ihre „eigenen, brennenden Gedanken schon längst zu ihrer ausschließlichen Welt geworden waren“ – auch dies ein typisch Hawthornscher Gedanke: die Gefahr des Solipsismus, das Selbst als Gefängnis, als „Grab des Herzens.“
Auf eine erzählerische Besonderheit wies bereits Poe in seiner Rezension hin: Hawthornes Entscheidung, die „Visionen“ über das Ohr, nicht über das Auge zu vermitteln, was der Geschichte einen eigenartig traumartigen, abstrakten Charakter verleiht. In dieser Hinsicht hat die Erzählung in An Old Woman's Tale ein Gegenstück, in dem eine Geisterprozession vollkommen lautlos vor sich geht und ausschließlich über das Sichtbare vermittelt wird.

### Genre
Ort und Zeit der Handlung bleiben höchst vage: Sie spielt an einem nicht näher benannten Ort „in jenen merkwürdigen Zeiten, als phantastische Träume und die Einbildungskraft des Wahns im wirklichen Leben noch Gestalt annahmen.“ Terence Martin sieht darin eine Variation der Formel „Es war einmal …“: die Zeit ist der Ort, ein „neutraler“ Schauplatz, an dem gleich wie in einem Märchen die Unterscheidung zwischen dem Wirklichen und dem Fantastischen aufgehoben ist. Der Eröffnungssatz dieser frühen Kurzgeschichte weist so schon auf das romantische Kunstverständnis, das Hawthorne in seiner Vorrede zum Roman The House of the Seven Gables (1851) formulierte: Der Autor erbittet sich künstlerische Freiheiten jenseits der strengen Gebote der Wahrhaftigkeit oder Plausibilität, um die tiefere „Wahrheit des Herzens“ zu ergründen.
Anders als viele seiner bekanntesten Kurzgeschichten (Young Goodman Brown, The Minister's Black Veil) oder sein berühmtester Roman The Scarlet Letter ist The Hollow of the Three Hills also nicht ausdrücklich in der puritanisch geprägten Kolonialzeit von Massachusetts angesiedelt. Michael J. Colacurcio weist zwar auf die Möglichkeit hin, dass das Setting der Erzählung auf die Topographie der Stadt Boston anspielt, die auf drei Hügeln errichtet wurde, hält dies aber für zu unspezifisch; seine Bestimmung als Chronist der „moralischen Geschichte“ Neuenglands habe Hawthorne in dieser frühen Geschichte noch nicht gefunden. Carl H. Sederholm widerspricht dieser Interpretation und glaubt, dass die Verweise des Erzählers auf „jene merkwürdigen Zeiten“ und die „graue Überlieferung“ deutlich machten, dass Hawthorne gerade an einer Auseinandersetzung mit der Vergangenheit gelegen sei. Er zeige, dass die Überlieferung und Vermittlung des Vergangenen gerade durch die akademische Geschichtsschreibung des 19. Jahrhunderts mit ihrem rationalen Weltbild unzulänglich sei – zum Verständnis von Geschichte (gerade auch der Neuenglands) müsse man verstehen, dass der heute belächelte „Aberglaube“ einst einen festen Platz als Verstehenskategorie hatte. Geschichte habe mithin eine irrationale, „visionäre“ Qualität, die in der positivistischen Historiographie keinen Platz finde, in der Literatur hingegen dargestellt werden könne.
Eine enge Verwandtschaft mit den explizit historischen Erzählungen besteht über das prominente Motiv der Hexerei, das sich Hawthorne nicht zuletzt wegen der Verstrickung seiner Familie in die Hexenprozesse von Salem wieder und wieder aufdrängte. Ely Stock glaubt in der Geschichte darüber hinaus einen spezifischen biblischen Subtext auszumachen – die Geschichte der Hexe von Endor (1 Sam 28,3–25 ), was Kenneth W. Staggs jedoch als wenig überzeugend zurückweist. Jedenfalls ist das Motiv dem Inventar der Schauerliteratur entlehnt, von dem Hawthorne in seinem Werk reichlich Gebrauch macht. Okkultismus und Magie sind nicht das eigentliche Anliegen Hawthornes, und so verweigert der Erzähler auch ein Urteil darüber, ob der Teufel in der Mulde tatsächlich sein Unwesen treibt, sondern verweist nur lapidar darauf, dass die „graue Überlieferung“ es so will; auch fällt das Wort „Hexe“ auffälligerweise nicht, die Wahrsagerin ist nur eine „alte Vettel“ (old crone).
Das Motiv des „gefallenen Mädchens“ weist auf ein anderes Genre, die Schmonzetten der „sentimentalen“ Literatur, deren Autorinnen (der Markt wurde von Frauen beherrscht) Hawthorne später in einem vielzitierten Fluch über den „verdammten Mob krakelnder Frauen“ verunglimpfte. Gerade aus der Kombination dieser beiden Genres ergeben sich für Hawthorne Möglichkeiten, sentimentale Klischees zu unterminieren. So weist Staggs darauf hin, dass die recht konventionelle Sünde des Ehebruchs in der sentimentalen Literatur meist gesühnt wird, indem die Protagonistin „ins Wasser geht“, Hawthornes Sünderin hingegen unmissverständlich der Verdammnis anheimfällt, als sie sich in das faulige Wasser des Teiches in der Mulde kniet. Ihre Sünde wiegt schwerer als ein bloßer Bruch einer gesellschaftlichen Konvention (der Ehe oder allgemein der Geschlechterrolle), sondern kommt einer Sünde wider die Natur und die kosmische Ordnung gleich.

### Symbolik
Viele Deutungen der Geschichte konzentrieren sich auf das stark symbolisch aufgeladene Setting der Geschichte. Sowohl Staggs als auch Clinton S. Burhans interpretieren es in ihren strukturalistisch geprägten Analysen als mythisches Sinnbild einer (gestörten) kosmischen Ordnung. Burhans sieht die Symbolik der Geschichte dabei zu einer voll ausgebildeten Allegorie geschichtet und lenkt das Augenmerk auf den sorgfältig ausgearbeiteten Gegensatz zwischen Schönem und Hässlichem, Jugend und Alter, Wachstum und Verfall. Er wird zunächst in der Begegnung der jungen Frau mit der „verwelkten“ und „verschrumpelten“ alten Vettel deutlich und schon bald darauf aufgehoben, denn auch die junge Frau ist „in der Blüte der Jahre von vorzeitigem Verfall betroffen.“ Der Verfall dieser beiden Sterblichen wird dann mit dem ihrer natürlichen Umgebung in Verbindung gebracht; die junge Sünderin taucht „den Saum des Gewandes in den Teich,“ um die Visionen zu empfangen, und wird so eins mit der Mulde, in der nichts wächst als „braunes Oktobergras“, und wo nur tote Baumstämme vermodern. Burhans erkennt hier auch eine sexuelle Symbolik: die Senke als Sinnbild des Mutterschoßes, ebenso steril und fruchtlos wie die ehebrecherische Beziehung, die die junge Frau ins Verderben trieb. Eine weitere symbolische Ebene ist nach Burhans theologischer Natur und weist auf Heil und Verdammnis: Die Senke erscheint als Hades oder Hölle; das Eintauchen des Gewandes in das faulige Wasser gemahnt an die „gottlosen Taufzeremonien,“ die der Teufel an ebendieser Stelle einst vollzogen haben soll. Die Geschichte endet mit dem Sonnenuntergang, der die Senke in vollkommene Finsternis taucht. Die Senke steht dabei in Kontrast zu den umgebenden Hügeln, die dicht bewaldet sind und von der untergehenden Sonne in ein helles Licht gekleidet werden. Burhans deutet sie als Symbol der Dreifaltigkeit, auch ihre geometrische Regelmäßigkeit (die Senke, die sie einschließen, ist „beinahe kreisrund“) weist auf die Vollkommenheit der natürlichen Ordnung. Dass die junge Frau verdammt ist, wird in dieser allegorischen Lesart schon früh in der Geschichte zu Gewissheit, nämlich in dem Moment, da sie emporblickte „zum Rand der Mulde, als überlege sie, ob sie nicht besser unverrichteterdinge wieder heimkehren sollte. Doch das Schicksal wollte es anders“.
Staggs sieht die Zahl Drei als Leitmotiv, wenn nicht gar als Strukturprinzip der Geschichte: die drei Visionen verdeutlichten nacheinander die individuelle, gesellschaftliche und „kosmische“ Verantwortung der jungen Frau und spiegelten eine theologisch konnotierte Satzfolge Reinheit-Sünde-Sühne. Als klassisches (oder auch christliches) Sinnbild der Vollkommenheit trägt sie zum mythischen Charakter der Erzählung bei, den Staggs herausarbeitet. Die vertrauten Topoi erscheinen bei Hawthorne jedoch in ihr Gegenteil verkehrt: Die Mulde entspreche zwar einer „heiligen Mitte“, gleich dem Nabel der Welt zu Delphi – ein Ort der Hierophanie, Schnittstelle zwischen den Welten des Heiligen und des Profanen und daher auch Sitz eines berühmten Orakels. Doch dieser eigentlich „heilige“ Ort ist in Hawthornes Erzählung entweiht: Bei den Taufzeremonien, die hier stattfinden, steht der Teufel Pate, und die Gebete, die hier gesprochen werden, sind „nicht für den Himmel bestimmt“. Statt Wachstum und Weisheit bringt dieser Ort nur Verfall und Tod hervor.

### Sünde und Schuld
Andere Kommentatoren sind vorsichtiger mit so weitgehenden „kosmologischen“ Deutungen, sehen aber gleichfalls eine über den bloßen Ehebruch hinausgehende Schwere der Schuld der jungen Frau. Michael J. Colacurcio verweist darauf, dass die Last der Schuld im Verlauf der Geschichte immer schwerer würde: Den Dreh- und Angelpunkt der Geschichte glaubt er in dem Moment ausgemacht zu haben, da die junge Frau überrascht feststellt, dass die alte Vettel die „Visionen“ nicht nur heraufbeschwört, sondern ihrer auch selbst teilhaftig wird („‚So habt ihr sie denn auch gehört!‘ rief sie, und ein Gefühl unerträglicher Demütigung triumphierte über Verzweiflung und Furcht“); die innerliche Seelenqual wird durch die Scham gegenüber anderen umso schmerzlicher. Ihre schwerste Sünde begeht die junge Frau erst im Laufe der Geschichte, als sie sich entschließt, die Schranken „natürlicher“ Erkenntnis zu übertreten und Wissen zu erlangen, das ihr nicht zusteht. Ihre Bereitschaft, hierfür alles zu tun, auch sich teuflischen Mächten hinzugeben, lässt in der Erzählung eine Variation des Fauststoffs erkennen.
David Downing sieht in der Geschichte weniger die individuelle Schuld und Verdammnis der jungen Frau dramatisiert, als vielmehr die einer Gesellschaft. Wie eine Linse fokussiere die Mulde in ihrer Mitte das Leid nicht nur der jungen Frau, sondern das ihrer verbitterten Eltern, ihres wahnsinnigen Mannes, der namenlosen Stimmen des Trauerzuges, mithin ihrer gesamten Kultur, wenn nicht sogar der Menschheit; ihre Stimmen gehen nicht nur ineinander über, sondern werden auch eins mit denen des Herbstwindes, sie sind alle gleichermaßen vom Verfall gezeichnet. Hawthorne mag hier das puritanische Menschenbild mit seinem Glauben an die innate depravity, die durch die Erbsünde notwendigerweise verderbte Natur des Menschen, im Sinn gehabt haben, letztlich werde aber deutlich, dass dies eine menschengemachte Hölle voll der Treulosigkeit, des Wahnsinns, der Flüche und der Brutalität ist. Hawthorne beschreibe hier eine Kultur, von der er intuitiv spüre, dass sie großes Leid über die Menschen bringe.
Hans-Joachim Lang kritisiert solcherart spekulative Deutungen als ahistorisch; sie berücksichtigten nicht die traditionellen christlichen Vorstellungen vom Bösen im Allgemeinen und dem Teufel im Besonderen, die auch Hawthornes Erzählung voraussetze. Der Teufel ist demnach nicht nur implizit, sondern tatsächlich beim Rendezvous der jungen Frau mit der Hexe anwesend; der Erzähler versichert, dass die beiden in der Mulde „von keinem Sterblichen beobachtet werden konnten“; doch der Teufel ist nicht sterblich. Unabdingbar für das Verständnis der Geschichte ist für Lang das biblische Wissen, dass der Teufel der „Vater der Lüge“ (Joh 8,44 ) ist – es besteht kein Grund zur Annahme, dass die drei Visionen die Wahrheit über das Schicksal der Familie der jungen Frau künden, das Gegenteil ist der Fall. Die junge Frau habe die Hoffnung und den Glauben verloren und sei also „zum Teufel gegangen“ – nicht (nur) im Sinne einer Spukgeschichte, sondern im eigentlichen, theologischen Sinne.
Alison Easton weist darauf hin, dass die Geschichte nicht nur kein erzählerisches, sondern auch kein ethisches Dénouement anbietet. Der Leser könne schwerlich mit der Überzeugung schließen, dass die junge Frau ihre gerechte Strafe erhalten habe, denn damit würde er sich mit der Hexe gemein machen, die in der Geschichte das letzte Wort hat. Wie der Leser ist die Frau in dem gleichen konventionellen Wertesystem gefangen, das ihre Verfehlungen nicht entschuldigen kann; der moralische Konflikt bleibt für sie wie für den Leser ungelöst.

### Bewertungen
Die Urteile über die Qualität der Erzählung gehen merklich auseinander. In der zeitgenössischen Kritik sah Poe die Geschichte als herausragendes Musterbeispiel der besonderen Fähigkeiten Hawthornes an („an excellent example of the author's peculiar ability“). Des Weiteren formulierte er in seiner Beurteilung der Geschichte: „Every word tells, and there is not a word which does not tell“. Diese Aussage stellt die höchste Auszeichnung dar, die Poe als Literaturkritiker zu vergeben hat.
Vergleichbar nimmt Burhans die Erzählung als Beweis, dass Hawthorne gleich in seiner ersten Erzählung zur Meisterschaft fand; ähnlich Staggs, der hier bereits einen auch von weitaus bekannteren Geschichten wie Young Goodman Brown und My Kinsman, Major Molineux unerreichten Triumph in der Dichte der Atmosphärik erreicht sieht. Colacurcio scheint sie wegen ihrer allzu unspezifischen Thematik wenig gelungen, kaum mehr als eine ästhetische Fingerübung, und auch Neal Frank Doubleday sieht in der Geschichte allenfalls ein Gesellenstück und würdigt sie in seiner Monographie über die frühen Erzählungen Hawthornes auch nicht mit einer Besprechung. Auch für Lea Newman ist die Erzählung zu abstrakt gedacht und zu diffus ausgeführt, um als Literatur „effektiv“ zu sein. In jüngerer Zeit wurde ihr indes öfter beschieden, ihrer Zeit gerade wegen ihrer eigentümlich experimentellen Struktur voraus zu sein und modernen oder postmodernen Konzepten der Kurzgeschichte zu entsprechen.
Unabhängig von Qualitätsurteilen besteht aber Konsens darüber, dass diese frühe Geschichte (anders als der Erstlingsroman) in stilistischer wie thematischer Hinsicht den späteren Hawthorne vorwegnimmt; im Kanon seiner Erzählungen nimmt The Hollow of the Three Hills indes eher eine Randstellung ein.

### Ausgaben
Die Erstausgabe der Twice-Told Tales findet sich digitalisiert im Internet Archive:
- Nathaniel Hawthorne: Twice-Told Tales. American Stationers’ Co., Boston 1837.

Die moderne Standardausgabe der Werke Hawthornes ist die The Centenary Edition of the Works of Nathaniel Hawthorne (hrsg. von William Charvat, Roy Harvey Pearce et al., Ohio State University Press, Columbus OH 1962–1997; 23 Bände). The Hollow of the Three Hills findet sich im Band IX (Twice-Told Tales, 1974). Viele der zahlreichen Sammelbände mit Hawthornes Kurzgeschichten enthalten The Hollow of the Three Hills, eine verbreitete Leseausgabe ist
- Nathaniel Hawthorne: Tales and Sketches. Hrsg. von Roy Harvey Pearce. Library of America, New York 1982.

Die Erstausgabe der Twice-Told Tales findet sich digitalisiert im Internet Archive:
- Nathaniel Hawthorne: Twice-Told Tales. American Stationers’ Co., Boston 1837.

Es liegen zwei deutsche Übersetzungen vor:
- Die Höhle der drei Hügel. In: Nathaniel Hawthorne: Die Totenhochzeit. Deutsch von Franz Blei. Südbayerische Verlagsanstalt, München/Pullach 1922. (Digitalisat beim Projekt Gutenberg-DE)
  - auch in: Nathaniel Hawthorne: Die Mächte des Bösen: Unheimliche Geschichten. Deutsch von Franz Blei. Deutscher Taschenbuch Verlag, München 2014, ISBN 978-3-423-14300-4.
- Die Mulde unter den drei Hügeln. Deutsch von Hannelore Neves:
  - auch in: Nathaniel Hawthorne: Die himmlische Eisenbahn. Erzählungen, Skizzen, Vorworte, Rezensionen. Mit einem Nachwort und Anmerkungen von Hans-Joachim Lang. Winkler, München 1977. ISBN 3-538-06068-1
  - auch in: Nathaniel Hawthorne: Des Pfarrers schwarzer Schleier: Unheimliche Geschichten. Winkler, München 1985. ISBN 3-538-06584-5

### Sekundärliteratur
- Clinton S. Burhans, Jr.: Hawthorne's Mind and Art in "The Hollow of the Three Hills". In: The Journal of English and Germanic Philology 60:2, 1961. S. 286–295.
- Michael J. Colacurcio: The Province of Piety: Moral History in Hawthorne's Early Tales. Duke University Press, Durham NC 1984. ISBN 0-8223-1572-6
- David Downing: Beyond Convention: The Dynamics of Imagery and Response in Hawthorne's Early Sense of Evil. In: American Literature 51:1, 1980. S. 463–476.
- Paul K. Johnston: Nathaniel Hawthorne's Triple Thinking in The Hollow of Three Hills. In: The Nathaniel Hawthorne Review 23:2, 1997. S. 1–16. (1997)
- Hans-Joachim Lang: Poeten und Pointen. Zur amerikanischen Erzählung des 19. Jahrhunderts. Palm & Enke, Erlangen 1985. (=Erlanger Studien 63)
- Lea Bertani Vozar Newman: A Reader's Guide to the Short Stories of Nathaniel Hawthorne. G. K. Hall & Co., Boston 1979. ISBN 0-8161-8398-8
- Prabhat K. Pandeya: The Drama of Evil in "The Hollow of the Three Hills". In: The Nathaniel Hawthorne Journal 1975. S. 177–181.
- Carl H. Sederholm: Hawthorne's Gray Tradition: Reading History and the Supernatural. In: Prism(s) 12, 2004. S. 39–54, doi:10.3828/EIR.12.1.2
- Kenneth W. Staggs: The Structure of Nathaniel Hawthorne's 'Hollow of the Three Hills. In: Linguistics in Literature 2:2, 1977. S. 1–18.
- G. R. Thompson: The Art of Authorial Presence: Hawthorne's Provincial Tales. Duke University Press, Durham, N.C. 1993. ISBN 0-8223-1321-9